# Pozsegai-medence
A Pozsegai-medence (vagy Pozsegai-völgység) Horvátország földrajzi régiója Szlavónia középső, és Pozsega-Szlavónia megye keleti részén. 

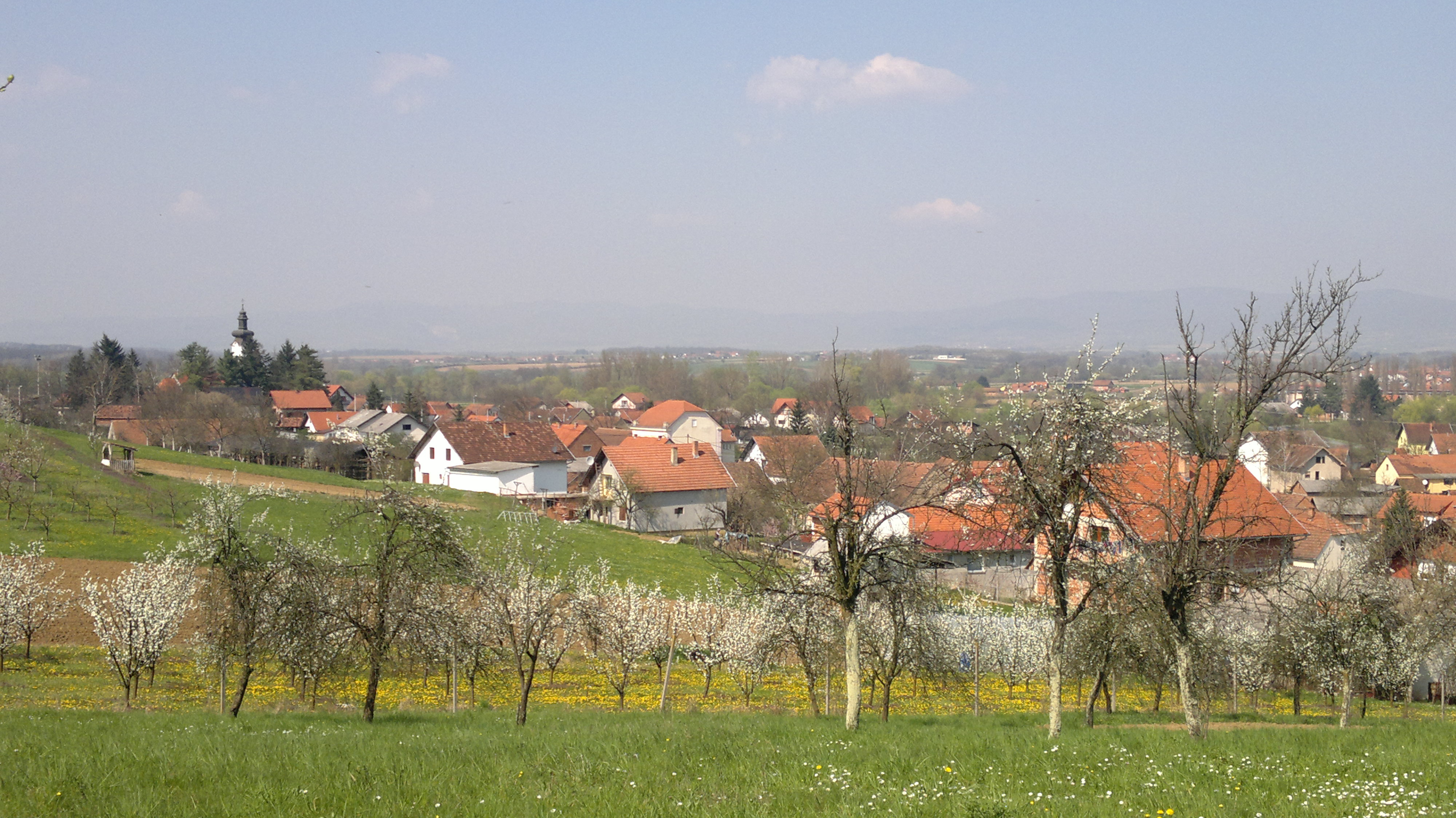
A Pozsegai-medence látképe Srednje Seloval

## Fekvése
A Pozsegai-medence a Kárpát-medence déli részén található, nyugatról és északról a Psunj, a Papuk és a Krndija-hegységek, délről és keletről a Pozsegai-hegység és a Dilj határolják. Fő vízfolyása a 89 kilométer hosszú Orljava-folyó, amely a Psunj-hegységben ered, és a völgy déli peremén Pozsega és Pleterniceszentmiklós között folyik végig, mielőtt Pozsegai-hegység és Dilj közti szoroson keresztül elhagyná a völgyet, hogy a Száva folyóval egyesüljön. Számos kisebb vízfolyásból táplálkozik, melyek közül a Londža a legjelentősebb. A régió, csakúgy, mint Horvátország nagy része, mérsékelten meleg és esős kontinentális éghajlattal rendelkezik.

## Földtani szerkezete
A Kárpát-medence a miocéni kéregvékonyodás és a késő paleozoikumi variszkuszi hegységképződés során kialakuló kéregszerkezetek süllyedése révén alakult ki. A völgyet körülvevő hegyeken és dombokon a paleozoikumi és mezozoikumi szerkezetek láthatók. A folyamatok 17–12 millió évvel ezelőtt a rétegvulkáni lánc kialakulásához vezettek, majd fokozódtak az 5 millió évvel ezelőtti időszakban megfigyelt süllyedéssel, valamint a mintegy 7,5 millió évvel ezelőtti lávaömlésekkel.
A Kárpátok felemelkedése megakadályozta, hogy a víz a Fekete-tengerbe áramoljon, és a medencében kialakult a Pannon-tenger. A medencébe folyók a Kárpátokból és a Dinári-hegységből sok üledéket szállítottak. A pleisztocén során a dunántúli hegységek felemelkedésével különösen nagy mennyiségű üledék rakódott le. Végül a medencében lerakódott üledék vastagsága elérte 3000 métert, a Pannon-tenger pedig végül a Vaskapu-szoroson keresztül folyt le. A Kárpát-medence déli részén a neogén és a negyedidőszaki üledék mélysége általában alacsonyabb, átlagosan 500–1500 méter.
E folyamatok eredményeként nagy síkságok alakultak ki Kelet-Szlavóniában, Baranyában és a Szerémségben, valamint a folyóvölgyekben. A síkságokat sasbércek és árkos struktúrák tarkítják, amelyekről úgy gondolják, hogy egykor szigetekként törték meg a Pannon-tenger felszínét. A Psunj, a Papuk és a Krndija többnyire paleozoikumi kőzetekből állnak, amelyek 350-300 millió évesek. A Pozsegai-hegység és a Dilj sokkal újabb keletű neogén kőzetekből állnak, de a Pozsegai-hegység tartalmaz felső krétakori üledékeket és magmás kőzeteket is, amelyek a hegység 30 km-es főgerincét alkotják, és Horvátország legnagyobb magmás formáját képviselik. Atyina mellett a Papukon is található egy kisebb magmás talajforma. A két hegy egy vulkáni ív lehetséges maradványa, amely az Alpok és a Dinári Alpok felemeléséhez kapcsolódik.

## Története

### Az őskortól a középkor végéig
A Pozsegai-völgység már az őskortól fogva lakott volt, ezt erősíti meg a Pozsega közelében feltárt újkőkori Starčevo-kultúra maradványai, valamint a Pozsega, Jakšić és Pozsegaszentpéter területén felfedezett réz- és vaskori leletek. A völgyben feküdt a ókori a római város Incerum is, amelyről azt gondolják, hogy a mai Pozsega és Velika között volt ott, ahol egy római villa és sír maradványait megtalálták. A rómaiak a völgyet Arany-völgynek (latinul: Vallis Aurea) nevezték, és ezt a nevet a helyiek a mai napig is szívesen használják. A kora középkorból származó leletek között szerepelnek a 9. századi avar és szláv népesség nyomai, valamint és a Psunj-hegység lábánál található 12. századi rudinai bencés apátság romjai. Rudina képviseli a régió legfontosabb kora középkori régészeti leletét, és az ott talált tárgyak között szerepel egy 1129-es dátumú glagolita felirat.

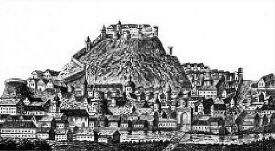
Pozsega vára a középkorban

A történelmi feljegyzések a régiót az először 1210-ben említett Pozsega vármegye részeként írják le. Az először 1227-ben említett Pozsega vára megyeszékhelyként a magyar királyok, majd a királynék birtoka volt. A 13. és a 14. században ferencesek és a domonkosok apátságokat alapítottak Pozsegában. A ciszterciek apátságot hoztak létre Gotóban, és elindították a régió bortermelésének és borászatának hagyományait. A gotói ciszterci borospince építésének 1232-es befejezése óta folyamatosan a helyi borászat egyik központja, mely Horvátország legrégebbi, folyamatosan működő pincészetének számít. A 13. század elején Pozsegaszentpéteren megalakult a Pécsi Római Katolikus Egyházmegye káptalanja, amely hiteleshelyként a régió első levéltárát őrizte. A káptalani levéltár 1536-ig működött, ekkor az oszmán hadsereg előtt Magyarországra menekítették és csak 1960-ban került vissza a horvát állami levéltárba.

### A török hódítástól a 20. századig
A mohácsi csatát követően az oszmánok elfoglalták Szlavóniát, 1536-ban Diakovár és 1537-ben pedig Pozsega került uralmuk alá. 1540-ben, miután Eszék is török uralom alá került, Szlavóniában a Pozsegai szandzsák megalapításával létrehozták a török közigazgatást. Az oszmán hódítás Szlavóniában tovább folytatódott, és 1552-re lényegében befejeződött. A törökellenes felszabadító háború (1667–1698) idején a térség 1691-ben végleg felszabadult a török uralom alól. Ezt követően újraalakult Pozsega vármegye, de Pozsega városa elveszítette korábbi jelentőségét, mivel Eszék vált a régió közigazgatási és katonai központjává. Az 1868-as horvát-magyar rendezést követően Fiume városáért cserébe a három szlavóniai vármegyét egyesítették Horvátországgal. Miután Ausztria-Magyarország az 1878-as berlini szerződést követően elfoglalta Bosznia-Hercegovinát, eltávolítva a régiót a török határtól.

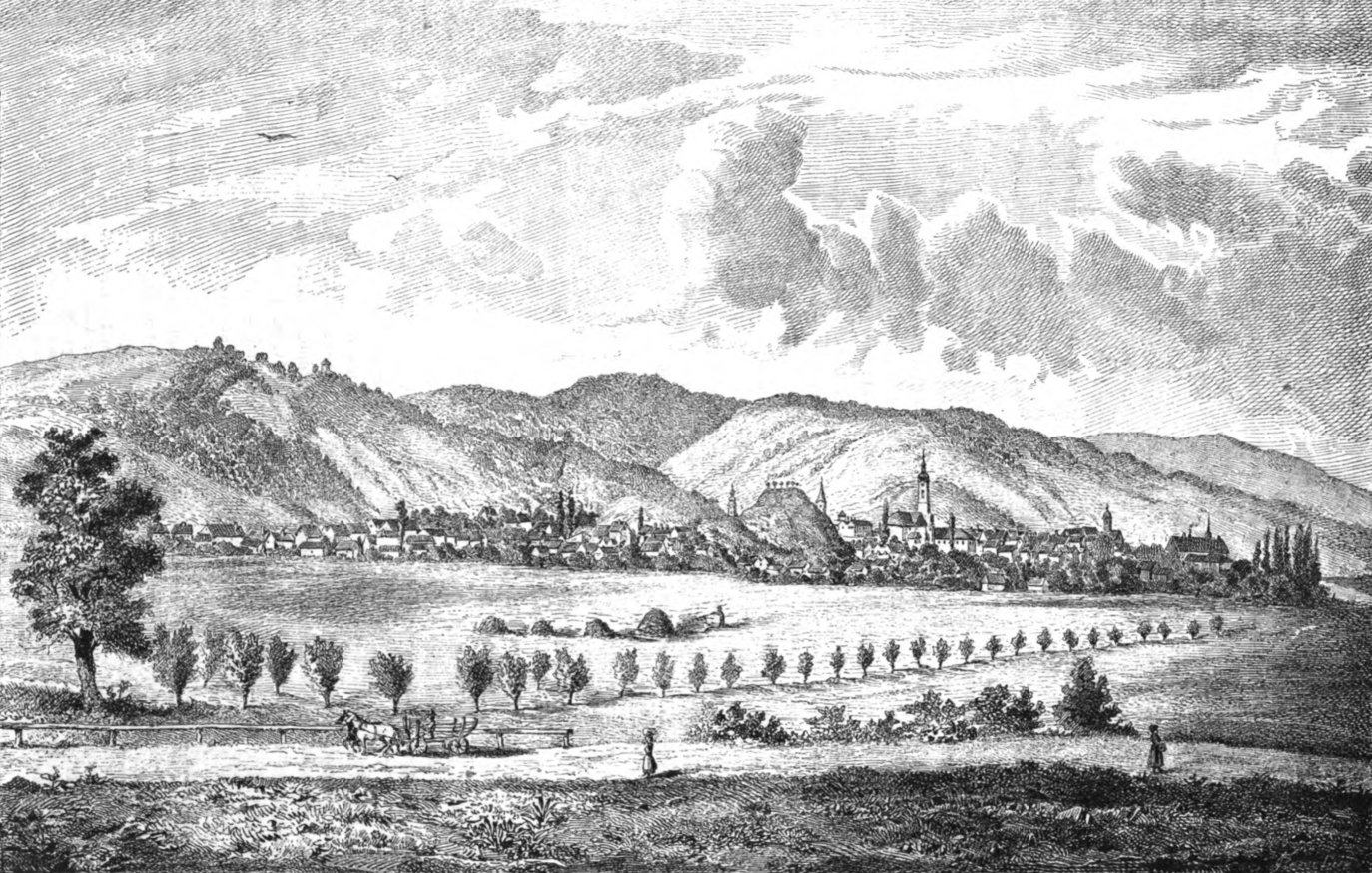
Pozsega látképe 1880-ban

### 20. század
1918. október 29-én a horvát szábor kinyilvánította az ország függetlenségét és csatlakozott az újonnan megalakult délszláv államhoz, amely viszont 1918. december 4-én unióba lépett a Szerb Királysággal, megalakítva a Szerb-Horvát-Szlovén Királyságot. Az új királyság 1922-ben megszüntette Horvátország hagyományos közigazgatási felosztását, beleértve Pozsega megyét is, amikor oblastokat (tartomány) vezettek be, majd ezt Jugoszlávia banovinái (bánság) követték. Az 1939-es Cvetković-Maček megállapodás létrehozta Horvátország autonóm bánságát, amely magában foglalta a régiót is. 1941 áprilisában Jugoszláviát megszállta a fasiszta Németország és Olaszország. A régió invázióját követően a Pozsegai-medencét a nácik által támogatott bábállamba, a Független Horvát Államba integrálták. Az országban hamarosan kialakult a fegyveres ellenállás. 1942-re a partizánok már jelentős területeket irányítottak, különösen Szlavónia hegyeiben. A második világháború után a régió a kommunista Jugoszlávián belül a szocialista Horvátország részévé vált.
Az 1980-as években a politikai helyzet Jugoszláviában romlott. 1990-ben a kommunista párt nemzeti törésvonalak mentén szétaprózódott. Ugyanebben az évben megtartották az első többpárti választásokat Horvátországban, melyben Franjo Tuđman győzelme súlyosbította a nacionalista feszültségeket. A horvátországi szerbek azzal a szándékkal, hogy elérjék a Horvátországtól való függetlenséget, deklarálták azoknak a területeknek az autonómiáját, majd később kikiáltották a Krajinai Szerb Köztársaságot. A feszültség növekedésével Horvátország 1991. október 8-án kinyilvánította függetlenségét. A horvát szabadságharc akkor kezdődött, amikor a Jugoszláv Néphadsereg (JNA) és a különféle szerb félkatonai alakulatok megtámadták Horvátországot. 1991 végére a nagy intenzitású, széles fronton vívott háború történelmi területeinek mintegy kétharmadára csökkentette a horvát kormány fennhatóságát. 1991 augusztusában, miután a jugoszláv erők Banja Lukától északra, a Száva folyón átkeltek, elvágva az ország fővárosáig vezető főutat elfoglalták Nyugat-Szlavóniát. Ezt az előrenyomulást, amely új frontvonalat hozott létre Okucsány körül és Pakráctól délre az Otkos 10 és az Orkan 91 nevű műveletek során a horvát hadsereg részben visszaszorította. Ez a frontvonal több mint három évig 1995 májusáig a Villám műveletig gyakorlatilag változatlan volt. Ekkor a horvát hadsereg ellentámadása után helyreállt a régió békéje.

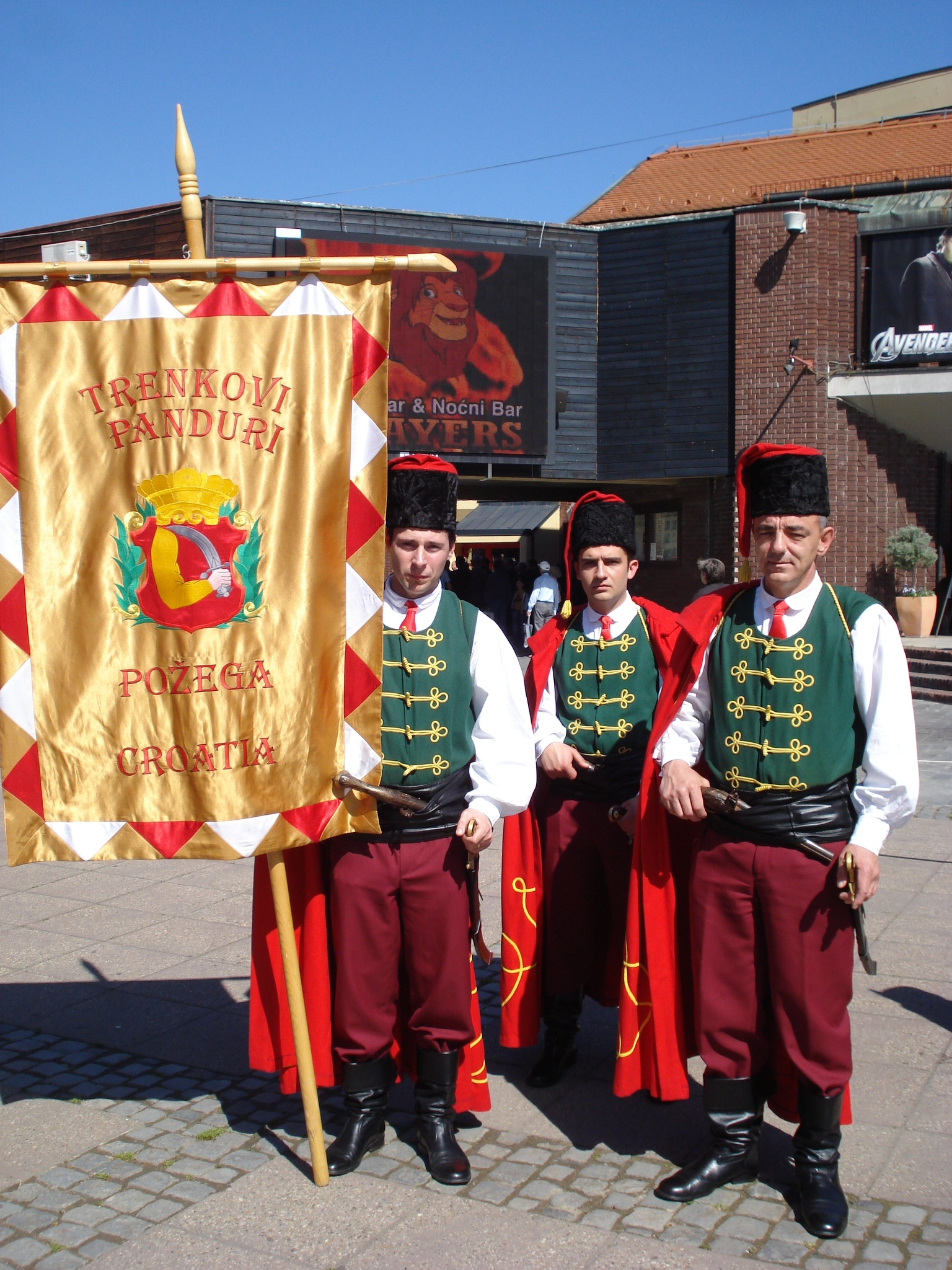
Trenk-pandúrok Pozsegából

## Népesség
A régió legnagyobb települése Pozsega városa, amelyet Pleterniceszentmiklós és Kutjevo követ. A régió területe 1249 négyzetkilométer és 60599 lakosa van.
Nagyobb települései:
|   | Település             | Népesség |
| - | --------------------- | -------- |
| 1 | Pozsega               | 26248    |
| 2 | Pleterniceszentmiklós | 11323    |
| 3 | Kutjevo               | 6247     |
| 4 | Velike                | 5607     |
| 5 | Jakšić                | 4058     |
| 6 | Bresztovác            | 3726     |
| 7 | Pozsegaszentpéter     | 3472     |
| 8 | Cseglény              | 2723     |

## Fordítás
- Ez a szócikk részben vagy egészben  a   Požeška kotlina című horvát Wikipédia-szócikk ezen változatának fordításán alapul.  Az eredeti cikk szerkesztőit annak laptörténete sorolja fel. Ez a jelzés csupán a megfogalmazás eredetét és a szerzői jogokat jelzi, nem szolgál a cikkben szereplő információk forrásmegjelöléseként.
- Ez a szócikk részben vagy egészben  a   Požega valley című angol Wikipédia-szócikk ezen változatának fordításán alapul.  Az eredeti cikk szerkesztőit annak laptörténete sorolja fel. Ez a jelzés csupán a megfogalmazás eredetét és a szerzői jogokat jelzi, nem szolgál a cikkben szereplő információk forrásmegjelöléseként.